# Libe-libe-là/A Lourdes
Libe-libe-là/A Lourdes è il dodicesimo singolo del duo Cochi e Renato, pubblicato nel 1977 come unico estratto dal loro quinto album Libe-libe-là.

## Descrizione
Il brano Libe-libe-là, scritto da Enzo Jannacci, Cochi Ponzoni e Renato Pozzetto, compare, in una versione considerevolmente rimaneggiata, anche nella colonna sonora inedita del film Gran bollito dello stesso anno, interpretato da Renato Pozzetto in due ruoli. Jannacci ha inciso una sua versione del brano in Secondo te...Che gusto c'è? col titolo Libe là e testo leggermente diverso. 
La canzone è contenuta nell'album da cui il singolo è estratto, libe-libe-là e in numerose successive raccolte, mentre una nuova versione è stata registrata nel 2007 per l'album Finché c'è la salute, che segna la reunion del duo comico.
Il disco è stato pubblicato nel 1977 dalla Derby in un'unica edizione, in formato 7", con numero di catalogo DBR 5479.

## Tracce
1. Libe-libe-là (Enzo Jannacci, Cochi Ponzoni, Renato Pozzetto)
2. A Lourdes (Enzo Jannacci, Cochi Ponzoni, Renato Pozzetto)

## Crediti
- Cochi Ponzoni - voce, chitarra
- Renato Pozzetto - voce, chitarra
- Enzo Jannacci - arrangiamenti, direzione d'orchestra

## Edizioni
- 1977 - Libe-libe-là/A Lourdes (Derby, DBR 5479, 7")